# Peter Poreku Dery
Peter Poreku Dery, né le 10 mai 1918 à Zimuopare (Gow), proche du Burkina Faso, dans le diocèse de Wa et mort le 6 mars 2008 à Tamale, est un cardinal ghanéen, qui fut évêque de Tamale (en). Son procès en béatification est en cours.

## Biographie

### Formation
De religion païenne, il se convertit au catholicisme en 1933.
Outre la formation habituelle qui prépare à la prêtrise, Peter Poreku Dery a fait des études en sciences sociales à l'université Saint-Francis-Xavier d'Antigonish, en Nouvelle-Écosse (Canada) en 1958 et a obtenu un doctorat en théologie après avoir étudié à Lumen Vitae (Bruxelles).
Il a été ordonné prêtre le 11 février 1951 pour le diocèse de Tamale au Ghana.

### Prêtre
Après avoir été exercé plusieurs ministères en paroisse et avoir été directeur adjoint d'une école catholique, il a été nommé vicaire général du diocèse de Tamale.

### Évêque
Lorsque le diocèse de Wa a été érigé sur une partie du territoire administré jusque-là par le diocèse de Tamale, il a été nommé le 16 mars 1960 premier évêque de Wa et a été consacré le 8 mai suivant par le pape Jean XXIII.
Le 18 novembre 1974, le pape Paul VI le nomme évêque de Tamale, toujours au Ghana, charge qu'il occupe jusqu'au 26 mars 1994 où il se retire pour raison d'âge.
Le 30 mai 1977, Tamale (en) a été érigé en archidiocèse, et Mgr Dery a été élevé au rang d'archevêque. Il a été président de la Conférence des évêques catholiques du Ghana de 1982 à 1988.
Il a été le premier à introduire des éléments de la culture locale dans la liturgie de son diocèse.
Il a été membre du Conseil pontifical pour les laïcs et président de la conférence épiscopale ghanéenne.

### Cardinal
Benoît XVI l'a créé cardinal, non électeur, lors du consistoire du 24 mars 2006.

## Béatification
Son procès en béatification a été ouvert à la phase diocésaine en 2013. Il est donc considéré par l'Église catholique comme serviteur de Dieu.

## Succession apostolique
Peter Poreku Dery a ordonné les évêques suivants :
- Archevêque Gregory Ebolawola Kpiebaya (de) (1975)
- Évêque Paul Bemile (de) (1995)
- Évêque Vincent Boi-Nai (de), S.V.D. (1999)